# Альберто Родрігес Баро
Альберто Родрігес Баро (ісп. Alberto Rodríguez Baró; нар. 10 вересня 1997, Фуенлабрада) — іспанський футболіст, захисник, фланговий півзахисник клубу «Алавес».

## Ігрова кар'єра
Народився 10 вересня 1997 року в місті Фуенлабрада. Вихованець юнацьких команд футбольних клубів «Хетафе» та «Атлетіко» (Мадрид).
У дорослому футболі дебютував 2016 року виступами за другу команду «Атлетіко», в якій провів три сезони.
2019 року приєднався до «Алавеса».